# La Groutte
La Groutte es una comuna francesa situada en el departamento de Cher, en la región de Centro-Valle del Loira.

## Demografía
| 163 | 137 | 97 | 89 | 104 | 103 | 123 |
| Para los censos de 1962 a 1999 la población legal corresponde a la población sin duplicidades (Fuente: INSEE [Consultar]) |     |    |    |     |     |     |